# Гомфрена
Гомфрена (лат. Gomphrena) — рід дводольних квіткових рослин, включений в родину Амарантові (Amaranthaceae).
Карл Лінней в Species plantarum вжив по відношенню до цього роду назву Gomphrena, взявши його з роботи французького ботаніка Жака Далешана (1513-1588). Далешан вказав, що рослина з такою назвою (ймовірно, амарант) описувалося в Природній історії Плінія.
Більшість видів роду поширена в тропічних поясах обох півкуль. Найбільша різноманітність видів спостерігається в Південній Америці.
Гомфрена куляста інтродукована в безліч регіонів світу, вирощується як декоративна рослина. У Східній Азії ця рослина часто використовується в їжу. Деякі народи використовують гомфрену в медицині.

## Синоніми
- Amaranthoides Tourn. ex Mill., 1754
- Bragantia Vand., 1771
- Chnoanthus Phil., 1862
- Coluppa Rheede ex Adans., 1763
- Ninanga Raf., 1837
- Schultesia Schrad., 1821, nom. illeg.
- Wadapus Raf., 1837
- Xeraea L. ex Kuntze, 1891

### Види
Рід включає більше 100 видів. Деякі з них:
- Gomphrena angustiflora Mart., 1826
- Gomphrena canescens R.Br., 1810
- Gomphrena celosioides Mart., 1826
- Gomphrena elegans Mart., 1826
- Gomphrena filaginoides M.Martens & Galeotti, 1843
- Gomphrena globosa L., 1753
- Gomphrena haageana Klotzsch, 1853
- Gomphrena perennis L., 1753
- Gomphrena rupestris Nees, 1821
- Gomphrena serrata L., 1753